# In the City (Charli XCX e Sam Smith)
In the City è un singolo dei cantanti britannici Charli XCX e Sam Smith, pubblicato il 19 ottobre 2023.

## Descrizione
La collaborazione tra i due artisti è stata inizialmente anticipata nel videoclip di Speed Drive (2023) di Charli XCX. Dopo diverse anteprime condivise tramite social media, In the City è stata ufficialmente annunciata il 13 ottobre 2023.

## Tracce
Testi e musiche di Alexander Cook, Charli XCX, George Daniel, Ilya Salmanzadeh, Sam Smith e Omer Fedi.
Download digitale, streaming
1. In the City – 2:56

Download digitale, streaming
1. In the City (DJ Heartstring Remix) – 3:33

## Classifiche
| Classifica (2023) | Posizione massima |
| ----------------- | ----------------- |
| Irlanda           | 47                |
| Regno Unito       | 41                |
| Svezia            | 49                |

## Date di pubblicazione
| Paese  | Data             | Formato                      | Versione  | Etichetta | Nota  |
| ------ | ---------------- | ---------------------------- | --------- | --------- | ----- |
| Mondo  | 19 ottobre 2023  | Download digitale, streaming | Originale | Atlantic  | [ 6 ] |
| Italia | 20 ottobre 2023  | Radio                        | Originale | Warner    | [ 7 ] |
| Mondo  | 1° dicembre 2023 | Download digitale, streaming | Remix     | Atlantic  | [ 8 ] |